# 1214年
| 千纪： | 2千纪 |
| 世纪： | 12世纪 \| 13世纪 \| 14世纪 |
| 年代： | 1180年代 \| 1190年代 \| 1200年代 \| 1210年代 \| 1220年代 \| 1230年代 \| 1240年代                                                                                 |
| 年份： | 1209年 \| 1210年 \| 1211年 \| 1212年 \| 1213年 \| 1214年 \| 1215年 \| 1216年 \| 1217年 \| 1218年 \| 1219年                                                       |
| 纪年： | 甲戌年（狗年）；西夏光定四年；大理天开十年；蒙古太祖九年；金贞祐二年；南宋嘉定七年；耶律留哥元統二年；劉永昌天賜元年；楊安兒天順元年；越南建嘉四年；日本建保二年 |

## 大事记
- 中国
  - 成吉思汗三路攻金，逼迫金宣宗奉獻完顏永濟之女岐國公主和金帛、馬匹後率軍北還，金朝稱為貞祐之亂。
  - 金朝迁都南京（开封），史称“宣宗南迁”
  - 紅襖軍楊安兒東取萊州、登州；金派重兵到山東進行鎮壓，楊安兒敗死，所部歸其妹楊妙真統率。
  - 金朝派蒲鮮萬奴率軍侵入東遼，被東遼擊敗，耶律留哥佔據遼東州郡，定都咸平（今遼寧省開原市），稱中京。
- 歐洲
  - 7月27日——布汶戰役，無地王約翰試圖奪回諾曼第公國失敗，確立了法蘭西王國的強國地位，也標誌英格蘭國王約翰在位時期長達12年的金雀花-卡佩王朝戰爭結束。
  - 10月5日——卡斯提爾國王阿方索八世去世，恩里克一世繼位。
  - 12月4日——蘇格蘭國王威廉一世去世，亞歷山大二世繼位。

## 出生
- 4月25日︰路易九世，法國卡佩王朝國王。（1270年逝世，56岁）

## 逝世
- 10月5日——阿方索八世，卡斯提爾國王，桑喬三世之子，被稱為西班牙王國歷史上最偉大的基督教國王之一。
- 12月4日——威廉一世，蘇格蘭國王。
- 英格蘭的艾莉諾，亨利二世和阿基坦女公爵埃莉諾的次女，卡斯蒂利亞國王阿方索八世的妻子。
- 楊安兒，金末“紅襖軍”起義首領。山東益都（今山東青州）人。